# Buštranje
Buštranje es un pueblo ubicado en el territorio de Vranje, en el distrito de Pčinja, Serbia.

## Superficie
Posee una superficie de 12,98 kilómetros cuadrados.

## Demografía
Hasta 2011 la población era de 406 habitantes, con una densidad de población de 31,28 habitantes por kilómetro cuadrado.